# Ath Mansour
Ath Mansour è un comune dell'Algeria, situato nella provincia di Bouira.